# Regioni italiane per indice di sviluppo umano
     > 0,910
     0,900 - 0,890
     0,890 - 0,880
     0,880 - 0,864
     < 0,850

Regioni italiane indice di sviluppo umano (2019).
> 0,910
0,900 - 0,890
0,890 - 0,880
0,880 - 0,864
< 0,850

Questa è la lista delle regioni italiane con le due province autonome di Trento e Bolzano per indice di sviluppo umano.
| Pos. | Regione               | HDI 1995 | HDI 2000 | HDI 2005 | HDI 2010 | HDI 2019 | HDI 2022 | Paese Comparabile       |
| ---- | --------------------- | -------- | -------- | -------- | -------- | -------- | -------- | ----------------------- |
| 1    | Emilia-Romagna        | 0,826    | 0,856    | 0,881    | 0,896    | 0,921    | 0,935    | Canada                  |
| 2    | Trento                | 0,819    | 0,850    | 0,880    | 0,897    | 0,920    | 0,934    | Canada                  |
| 3    | Lazio                 | 0,821    | 0,851    | 0,883    | 0,895    | 0,914    | 0,929    | Corea del Sud           |
| 4    | Lombardia             | 0,815    | 0,845    | 0,872    | 0,889    | 0,912    | 0,927    | Lussemburgo Stati Uniti |
| 5    | Bolzano               | 0,797    | 0,827    | 0,851    | 0,872    | 0,910    | 0,925    | Slovenia Austria        |
| 6    | Toscana               | 0,811    | 0,841    | 0,869    | 0,884    | 0,907    | 0,921    | Giappone                |
| 7    | Friuli-Venezia Giulia | 0,805    | 0,835    | 0,864    | 0,879    | 0,903    | 0,918    | Giappone                |
| 8    | Marche                | 0,811    | 0,841    | 0,866    | 0,879    | 0,901    | 0,915    | Israele Malta           |
| 9    | Veneto                | 0,805    | 0,835    | 0,863    | 0,877    | 0,900    | 0,914    | Israele Malta           |
| 10   | Liguria               | 0,807    | 0,837    | 0,866    | 0,881    | 0,898    | 0,913    | Spagna Francia          |
| 11   | Piemonte              | 0,803    | 0,833    | 0,860    | 0,875    | 0,898    | 0,912    | Spagna Francia          |
| 12   | Umbria                | 0,807    | 0,837    | 0,862    | 0,877    | 0,897    | 0,908    | Cipro                   |
| 13   | Abruzzo               | 0,799    | 0,828    | 0,861    | 0,873    | 0,889    | 0,901    | Estonia                 |
| 14   | Valle d'Aosta         | 0,791    | 0,821    | 0,845    | 0,863    | 0,887    | 0,899    | Estonia                 |
| 15   | Molise                | 0,781    | 0,810    | 0,840    | 0,853    | 0,872    | 0,885    | Andorra                 |
| 16   | Basilicata            | 0,767    | 0,796    | 0,824    | 0,840    | 0,862    | 0,880    | Polonia                 |
| 17   | Sardegna              | 0,779    | 0,808    | 0,832    | 0,849    | 0,868    | 0,879    | Lettonia Lituania       |
| 18   | Puglia                | 0,770    | 0,799    | 0,822    | 0,835    | 0,854    | 0,869    | Portogallo San Marino   |
| 19   | Campania              | 0,769    | 0,797    | 0,822    | 0,836    | 0,854    | 0,868    | Portogallo San Marino   |
| 20   | Calabria              | 0,769    | 0,797    | 0,822    | 0,836    | 0,845    | 0,859    | Cile                    |
| 21   | Sicilia               | 0,768    | 0,797    | 0,821    | 0,834    | 0,845    | 0,859    | Cile                    |
|      | Italia                | 0,799    | 0,829    | 0,856    | 0,871    | 0,892    | 0,906    | Italia                  |